# Mężczyzna, przedmiot pożądania
Mężczyzna, przedmiot pożądania (niem. Der bewegte Mann) – niemiecki film komediowy z 1994 roku w reżyserii Sönke Wortmanna. Obraz powstał na podstawie komiksu Ralfa Königa o tym samym tytule. Opowiada o środowisku gejów z niemieckiej Kolonii i ich relacjach z tzw. normalnym światem.

## Obsada
- Til Schweiger jako Axel Feldheim
- Katja Riemann jako Doro Feldheim
- Joachim Król jako Norbert Brommer
- Rufus Beck jako Walter alias Waltraut
- Armin Rohde jako Metzger
- Martina Gedeck jako Jutta
- Kai Wiesinger jako Gunnar
- Monty Arnold jako Monty
- Martin Armknecht jako Lutz